# Ali d'argento
Ali d'argento (Silver Wings) è un film muto del 1922 diretto da Edwin Carewe e John Ford.
Il prologo lo si deve a John Ford, che si firma con il nome Jack Ford.

## Trama

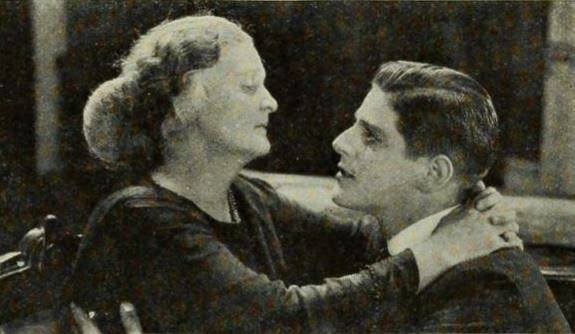
Mary Carr

## Produzione
Il film fu prodotto dalla Fox Film Corporation.

## Distribuzione
Distribuito dalla Fox Film Corporation, il film - presentato da William Fox - uscì nelle sale cinematografiche statunitensi il 22 maggio 1922. La pellicola viene considerata presumibilmente perduta.